# Chronologie de l'Amérique

## Avant 1492
- 982
  - Découverte du Groenland par Érik le Rouge.

- 1000
  - Leif Erikson atteint l'île de Terre-Neuve, nommée Vinland par les Vikings et y fonde une colonie à L'Anse aux Meadows.

- 1170
  - Selon une légende, le prince gallois Madoc ab Owain Gwynedd aurait entrepris un voyage vers l'ouest et atteint l'Amérique. En 1669, le révérant Morgan Jones, capturé par une tribu de Tuscaroras rapporta que ce peuple comprenait et parlait le gallois et aurait même possédé un exemplaire de l'Évangile rédigé en gallois.

- 1261
  - Le Groenland passe sous la couronne de Norvège.

- 1325
  - Fondation de Tenochtitlan par les Aztèques.

- 1380
  - Le Groenland passe sous la couronne du Danemark.

- 1408
  - Dernière mention écrite d'une présence scandinave au Groenland. Malgré cela, l'existence du Groenland ne fut jamais oubliée par les cartographes européens.

## 1492-1500
- 1492
  - 12 octobre : Christophe Colomb découvre l'île de San Salvador (Bahamas).
  - 28 octobre : Christophe Colomb débarque sur une île qu'il nommera Juana (Cuba).
  - 6 décembre : Christophe Colomb débarque sur l'île d'Hispaniola.
  - 25 décembre : Fondation de la colonie de Fort Navidad à Hispaniola.

- 1493
  - 3 novembre : Découverte des îles de Marie-Galante et de la Dominique par Christophe Colomb.
  - 4 novembre : Découverte de l'île de Santa Maria de Guadalupe de Estremadura renommée plus tard Basse-Terre située dans l'actuelle Guadeloupe.
  - 11 novembre : Découverte des îles de Saint-Martin et Saint-Barthélemy par Christophe Colomb.

- 1494
  - Avril : Découverte de Porto Rico puis de la Jamaïque.
  - 7 juin : Le traité de Tordesillas sépare le nouveau monde entre les royaumes d'Espagne et du Portugal.

- 1497
  - 24 juin : Jean Cabot atteint le Canada à Terre-Neuve et sur les côtes du Labrador.

- 1498
  - Disparition de Jean Cabot alors qu'il tentait d'atteindre le Japon par le nord-ouest.
  - 31 juillet : Découverte de l'île de Trinidad.
  - 5 août : La Guyane est atteinte.

- 1499
  - Amerigo Vespucci explore les côtes du Venezuela.

- 1500
  - Janvier : Vicente Pinzón découvre l'embouchure de l'Amazone
  - 22 avril : Pedro Álvares Cabral atteint la côte du Brésil à Porto Seguro.
  - 23 août : Francisco Bovadilla est nommé vice-roi des Indes.

## XVIesiècle

### 1501-1510
- 1501
  - Les navigateurs et frères Miguel Corte-Real et Gaspar Corte-Real atteignent la côte de Terre-Neuve, du Labrador et du Groenland.

- 1502
  - Les Anglais s'installent à Terre-Neuve pour exploiter les bancs de morues.
  - Janvier : Gaspar de Lemos atteint la région de Rio de Janeiro.
  - 15 juin : Découverte de la Martinique par Christophe Colomb, il débarque au lieu de l'actuelle commune du Carbet.
  - 14 août : Christophe Colomb atteint les côtes du Honduras puis du Panama pris alors pour la Malaisie.

- 1506
  - 20 mai : Mort de Christophe Colomb

- 1507
  - 25 avril : Première mention du terme Americi Terra par le cartographe allemand Martin Waldseemüller.

- 1508
  - Sébastien Cabot, fils de Jean explore le détroit d'Hudson et le golfe du Saint-Laurent.

- 1510
  - Vasco Núñez de Balboa fonde la première colonie européenne sur le continent américain, Santa María de la Antigua del Darién.
  - Importation des premiers esclaves originaires d'Afrique.

### 1511-1520
- 1511
  - Diego Velázquez de Cuéllar est nommé gouverneur de Cuba.
  - Création du conseil des Indes par le royaume d'Espagne.

- 1512
  - Fondation de Baracoa par Diego Velázquez de Cuéllar, première ville de Cuba.

- 1513
  - 27 mars : Juan Ponce de León atteint les côtes de la Floride.
  - 25 septembre : Vasco Núñez de Balboa traverse l'isthme de Panama et découvre l'océan Pacifique.

- 1514
  - Fondation de La Havane par Diego Velázquez de Cuéllar, future capitale de Cuba.

- 1515
  - 13 décembre : Diaz de Solís découvre le Río de la Plata.

- 1516
  - Début de l'exploitation des forêts du Brésil dans la région de Recife.

- 1517
  - Francisco Hernández de Córdoba découvre le Yucatan et la civilisation maya.

- 1518
  - Découverte de l'Empire aztèque par Juan de Grijalva.
  - 1er mai : Juan de Grijalva explore les côtes du Mexique.

- 1519
  - Fondation de la ville de Panama.
  - 4 mars : Hernán Cortés débarque à Veracruz.
  - 8 novembre : Guidé par les Aztèques, Hernán Cortés arrive à Tenochtitlan.

- 1520
  - Esteban Gómez visite les îles Malouines.
  - 28 octobre : Magellan atteint l'océan Pacifique après avoir découvert et dépassé la Terre de Feu.

### 1521-1530
- 1521
  - 13 août : Après le siège de Tenochtitlan, le dernier empereur Aztèque, Cuauhtémoc, se rend à Cortés.

- 1522
  - 15 octobre : Hernán Cortés devient gouverneur de la Nouvelle-Espagne.

- 1524
  - Giovanni da Verrazano découvre la baie de New York.
  - 1er mars : Giovanni da Verrazano atteint la côte des futurs États-Unis.

- 1525
  - Découverte du Pérou et de l'Empire inca par Francisco Pizarro.

- 1529
  - 24 février : Début de la colonisation allemande de l'Amérique. Ambrosius Ehinger débarque au Venezuela à Coro pour le compte de la Bavière à la recherche d'or.

- 1530
  - Découverte de la Californie, au niveau de la baie de La Paz.
  - Début de la conquête du Pérou par les Espagnols.
  - 30 juin : Nikolaus Federmann est nommé gouverneur de la colonie bavaroise de Coro.

### 1531-1540
- 1531
  - 16 avril : Fondation de la ville de Puebla au Mexique.

- 1532
  - Fondation de São Vicente, première ville du Brésil.

- 1533
  - 21 janvier : Fondation de Cartagena, première ville de Colombie.
  - 29 août : Le dernier empereur inca, Atahualpa est assassiné par Francisco Pizarro.
  - 15 novembre : L'Espagne occupe la capitale inca, Cuzco.

- 1534
  - Entrée de Jacques Cartier dans les Indes occidentales, à Gaspé
  - Francisco Pizarro soumet l'Empire inca en proie à la guerre civile.
  - 9 juin : Jacques Cartier explore le fleuve Saint-Laurent.
  - 15 août : Fondation de Quito, future capitale de l'Équateur.

- 1535
  - Antonio de Mendoza devient vice-roi de Nouvelle-Espagne.
  - Découverte des îles Galápagos.
  - 18 janvier : Fondation de Ciudad de los Reyes, au Pérou.
  - 7 septembre : La première colonie française est fondée au Canada, sur l'emplacement de la future Québec, par Jacques Cartier.
  - 2 octobre : Venue de Jacques Cartier à la bourgade Hochelaga.

- 1536
  - Rébellion inca au Pérou menée par Manco Capac II.
  - Début de la conquête du Chili.
  - Fondation de Buenos Aires.

- 1537
  - 12 mars : Fondation de Recife au Brésil.
  - 15 août : Fondation d'Asuncion, future capitale du Paraguay.

- 1538
  - Début de la conquête de la Bolivie.
  - 6 août : Fondation de Bogota, future capitale de la Colombie.

- 1539
  - Hernando de Soto explore les côtes de Floride.
  - Guerre civile au Pérou entre les différents conquistadors.
  - Gonzalo Pizarro début l'exploration de l'Amazonie.

- 1540
  - García López de Cárdenas découvre le Grand Canyon.
  - Premières importations de pomme de terre vers l'Europe.
  - Octobre : Hernando de Soto atteint la baie de Mobile.

- 1541
  - Fondation de la colonie de Charlesbourg-Royal par Jacques Cartier
  - Álvar Núñez Cabeza de Vaca est nommé gouverneur du Paraguay.
  - Francisco Vásquez de Coronado explore l'ouest du Mississippi.
  - 12 février : Fondation de la ville de Santiago du Chili, future capitale du Chili.
  - Mai: Hernando de Soto explore le Mississippi (fleuve), puis remonte jusqu'à l'Arkansas et l'Oklahoma.

- 1542
  - 24 juin : Gonzalo Pizarro, lors de sa descente de l'Amazone, affronte un peuple de guerrières qu'il nomme les Amazones.
  - Venue de Jean-François de La Rocque de Roberval à Charlesbourg-Royal renommé France-Roy.

- 1543
  - Abandon de la colonie France-Roy par Jean-François de La Rocque de Roberval

- 1545
  - Découverte de mines d'argent près de Potosí au Pérou.

- 1549
  - Interdiction de l'esclavage des Indiens au Mexique et début de la traite des Noirs.
  - Fondation par les Portugais de la ville de Salvador de Bahia au Brésil.

- 1550
  - Début de la christianisation de l'Amérique du Sud par les Jésuites.

### 1551-1560
- 1553
  - Les Espagnols sont battus par les Indiens Araucans.

- 1554
  - Fondation de la ville de São Paulo au Brésil.

- 1555
  - Fondation de la colonie française de la France antarctique à l'emplacement de l'actuelle Rio de Janeiro.

- 1556
  - Fin de la colonisation allemande de l'Amérique, Coro est rattachée à la Nouvelle-Grenade.
  - Le Portugal annexe la colonie française de Rio de Janeiro.
  - Publication par Venise du 3e tome Delle Navigationi et Viaggi et du plan La Terra de Hochelaga illustrant la venue de Jacques Cartier à la bourgade Hochelaga, par Giovanni Battista Ramusio, secrétaire du Conseil des Dix de Venise.

### 1561-1570
- 1562
  - Début de la traite des Noirs dans les colonies anglaises.
  - Création de la colonie de Fort Caroline par la France, au nord de la Floride.

- 1565
  - Fondation de Rio de Janeiro au Brésil.
  - 20 septembre : Fondation de la première colonie Espagnols en Floride après le massacre des colons français.

- 1567
  - 20 juillet : Fondation de Caracas, future capitale du Venezuela.

### 1571-1580
- 1571
  - 250 000 esclaves noirs sont présents dans les colonies espagnoles. La population indienne s'élève à 9 millions d'individus.

- 1572
  - Exécution de Tupac Amaru, dernier souverain inca. Fin de la résistance inca.

- 1575
  - Fondation de la Ligue des cinq nations par l'Iroquois Hiawatha.

- 1576
  - Martin Frobisher explore les îles du nord du Canada pour trouver un passage vers les Indes par le nord-ouest.

- 1579
  - Découverte de la baie de San Francisco par Francis Drake.
  - La population européenne des colonies espagnoles s'élève à 150 000 individus.

### 1581-1590
- 1585
  - Fondation de la première colonie anglaise sur le territoire des actuels États-Unis, Roanoke, en Caroline, par Walter Raleigh.

- 1587
  - Le navigateur John Davis atteint le 72e parallèle nord, la limite de la banquise.

### 1591-1600
- 1591
  - Disparition de la colonie de Roanoke.

- 1592
  - Découverte officielle des Îles Malouines par John Davis, après avoir précédemment été visitées par Amerigo Vespucci au début du XVIe siècle, Esteban Gómez en 1520 puis Simón de Alcazaba y Sotomayor et Alonso de Camargo (avant 1540).

- 1594
  - Nouvelle tentative de colonisation du Brésil par la France.

- 1598
  - Début de la colonisation du Nouveau-Mexique par l'Espagne.

- 1599
  - Début de la colonisation du Canada par la France à Tadoussac.

## XVIIesiècle

### 1601-1610
- 1602
  - L'Espagne prend possession de la Californie

- 1603
  - Venue de François Gravé en compagnie de Samuel de Champlain par la rivière des Prairies à l’île du Mont Royal

- 1607
  - Première colonie anglaise sur le territoire des actuels États-Unis en Virginie.

- 1608
  - Fondation de Québec par Champlain

- 1609
  - Les Anglais s'installent aux Bermudes
  - Découverte de la baie de New York par Henry Hudson
  - Installation de Jésuites au Paraguay

### 1611-1620
- 1611
  - Grande traversée de Samuel de Champlain de l'île du Mont Royal et identification de Place Royale;
  - Publication par Samuel de Champlain de la carte illustrant l'île du Mont Royal et le fleuve Saint-Laurent.

- 1613
  - Première exploration des Indes occidentales, en Huronie, par Samuel de Champlain;

- 1614
  - Construction de Fort Orange (New York) par les Néerlandais;

- 1615
  - Première messe dite à l'île du Mont Royal, au Sault-au-Récollet par Denis Jamet, assisté de Joseph Le Caron, récollets en présence de Samuel de Champlain;
  - Seconde exploration des Indes occidentales, en Huronie, par Samuel de Champlain;

- 1616
  - Willem Schouten est le premier à contourner le Cap Horn par la haute mer;
  - William Baffin découvre la baie qui porte son nom;

- 1619
  - Premiers esclaves noirs en Virginie importés par les Néerlandais;

- 1620
  - Le Mayflower débarque à Cap Cod. Les Pères pèlerins fondent Plymouth, première colonie du Massachusetts;

### 1621-1630
- 1625
  - Noyade de Nicolas Viel, récollet et de son protégé Ahuntsic au Sault-au-Récollet, d'où le toponyme Sault-au-Récollet;

- 1629
  - Prise de Québec par les frères Kirke et exil de Samuel de Champlain en Angleterre;

- 1632
  - Rétrocession du Canada par l'Angleterre et retour de Samuel de Champlain;

- 1635
  - Décès à Québec le 25 décembre de Samuel de Champlain;

- 1639
  - Construction de Sainte-Marie-au-pays-des-Hurons par les Jésuites;

- 1642
  - Implantation de la colonie Ville-Marie par Paul de Chomedey de Maisonneuve à Place Royale;

- 1643
  - Pose d’une croix sur le Mont Royal, Montagne Sacrée, par Paul de Chomedey de Maisonneuve;

- 1649
  - Destruction de Sainte-Marie-au-pays-des-Hurons et arrivée des Hurons en fuite au Fort de la Montagne et au Sault-au-Récollet;

- 1689
  - Construction du Fort Lorette au Sault-au-Récollet;

- 1696
  - Transfert des Hurons convertis du Fort de la Montagne au Fort Lorette.

## XVIIIesiècle

### 1771-1780
- 1776 
  - 4 juillet : Déclaration d'indépendance des États-Unis.

## XIXesiècle

### 1801-1900
- 1803
  - 30 avril : Vente de la Louisiane par Napoléon Bonaparte aux Etats-Unis pour 15 millions de dollars.

## XXIesiècle

### 2001-2010
- 2001
  - Attentats du 11 septembre 2001 à New York